# Paul Daniels (Zauberkünstler)

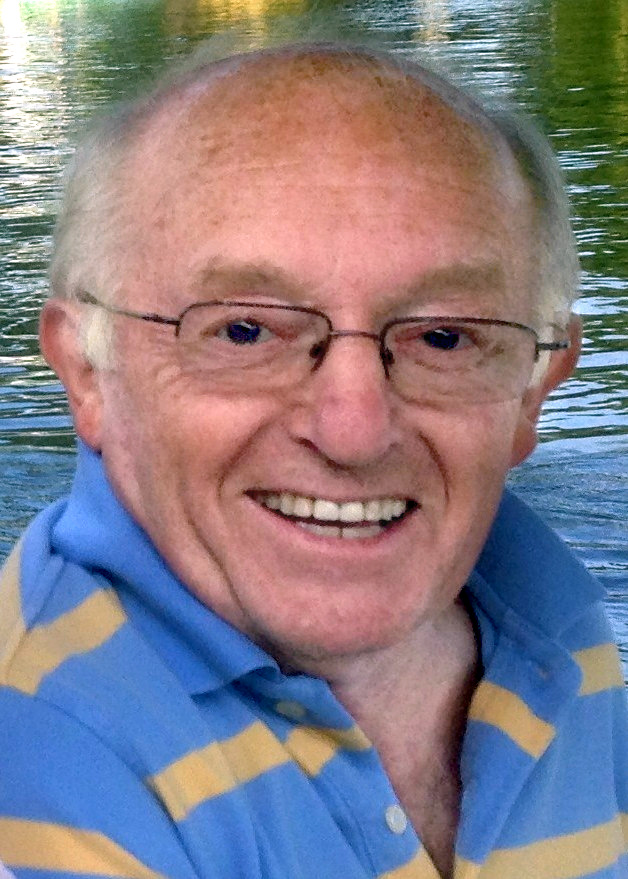
Paul Daniels (2013)

Newton Edward „Paul“ Daniels (* 6. April 1938 in South Bank, Middlesbrough, England; † 17. März 2016 in Wargrave, Berkshire, England) war ein britischer Zauberkünstler, Fernsehmoderator und Autor, der besonders in den 1970er bis 1990er Jahren zu den bekanntesten Persönlichkeiten seines Landes zählte.

## Leben
Daniels begann sich im Alter von elf Jahren für die Zauberkunst zu interessieren. Schon bald trat er auf privaten Veranstaltungen und während seines Militärdienstes später auch vor seinen Kameraden auf.
1969 wurde er hauptberuflich Zauberkünstler und 1970 nahm er an der Talentshow in der BBC-Sendung Opportunity Knocks teil. Er belegte den zweiten Platz. Der Fernsehproduzent Johnnie Hamp wurde daraufhin auf Daniels aufmerksam und setzte ihn regelmäßig in der Sendung The Wheeltappers and Shunters Social Club ein. 1979 erhielt Daniels seine eigene Show, die The Paul Daniels Magic Show, die jeweils zum Jahresende an sechs Freitagabenden bis zum Jahre 1994 regelmäßig ausgestrahlt wurde. Zu Ostern und Weihnachten gab es Extra-Shows (Specials).
Parallel zu seinen eigenen Shows wurde er auch als Moderator weiterer Sendungen bekannt.
In seinen Zaubersendungen prägte Daniels den Ausspruch Not a lot (You’ll like this – not a lot), der in England zu einem geflügelten Wort wurde.
Am 20. Februar 2016 verkündete die Familie auf der Facebook-Seite von Paul Daniels, dass er an einem unheilbaren Gehirntumor erkrankt sei. An diesem starb er rund einen Monat später, am 17. März 2016, im Alter von 77 Jahren.

## Fernsehsendungen
- 1977, 1979–1994: The Paul Daniels Magic Show (GB: BBC, 120 Episoden, 20 Specials, 5 Compilations)
- 1994–1996: Paul Daniels Secrets (GB: BBC, 1 Special, 8 Episoden)
- 1995: Der magische Effekt auf Arte

Daneben war er auch als Gaststar in vielen weiteren Unterhaltungssendungen, in Aufzeichnungen von Zauberkongressen etc. zu sehen.

## Auszeichnungen
- Magician of the Year, Hollywood Academy of Magic Arts, 1983
- Rose d’Or (Goldene Rose von Montreux), Schweiz, 1985 für die spezielle Osterausgabe der The Paul Daniels Magic Show

## Veröffentlichungen
- Paul Daniels, Paul Daniels’ Magic Journey, Piccolo Books, 1983, ISBN 0330-26978 X
- Paul Daniels, Under No Illusions, My Autobiography, Blake Publishing, Ltd, 2000, ISBN 1-85782-314-1